# Place Dauphine
Pour les articles homonymes, voir Dauphine.
La place Dauphine est une place de Paris qui tient son nom du dauphin, le futur roi Louis XIII. Elle est située dans le 1er arrondissement, sur l'île de la Cité, à l'ouest de l'ancien palais de la Cité. Elle jouxte par son autre côté, à la pointe du triangle qu'elle forme, le milieu du pont Neuf, où la statue équestre d'Henri IV lui fait face.
Avec la place des Vosges, la place des Victoires, la place Vendôme et la place de la Concorde, elle est l'une des cinq places royales de la ville.

## Situation et accès

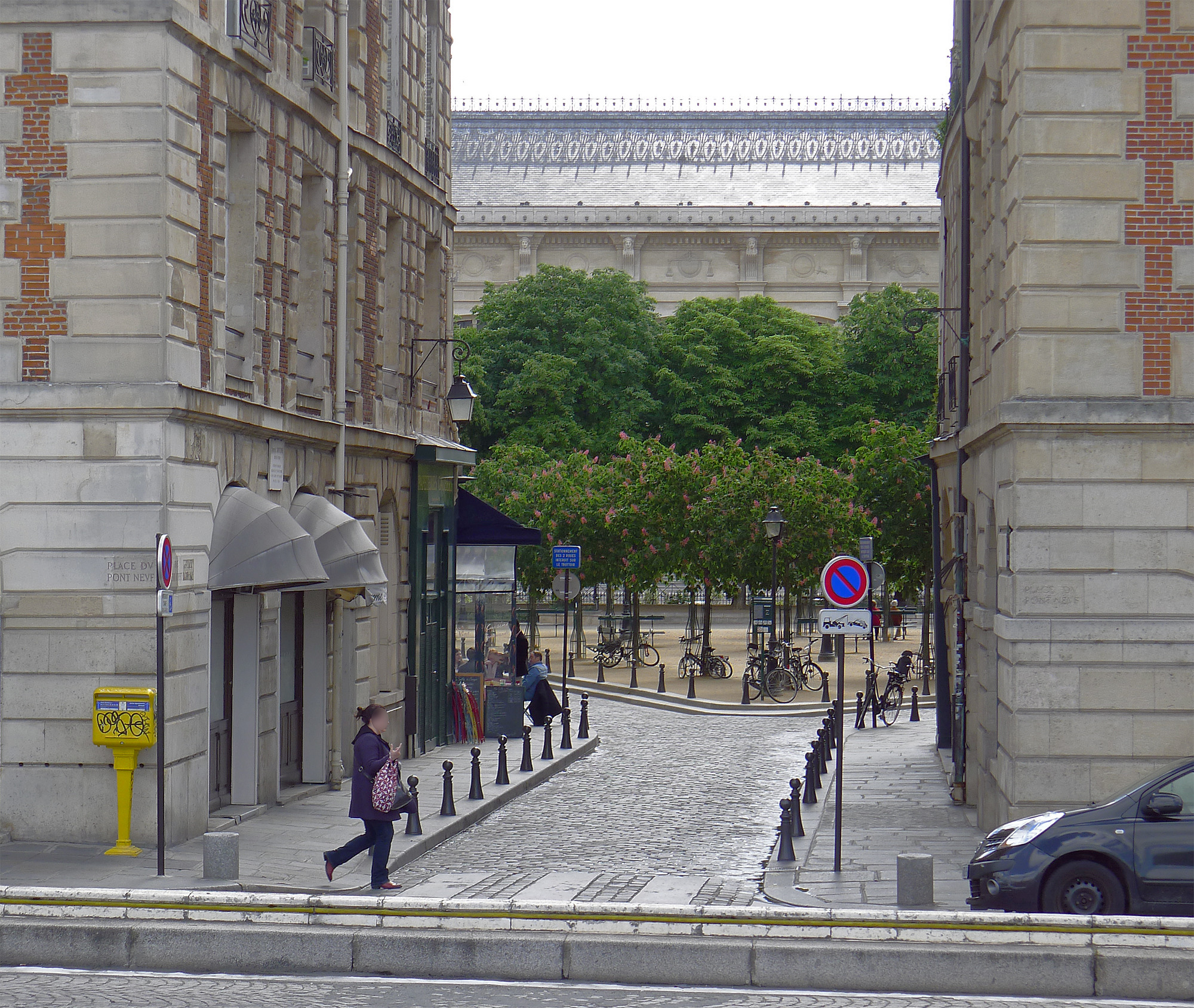
Rue Henri-Robert.

La place Dauphine, longue de 102 mètres et large de 67 mètres occupe un espace triangulaire, dans l'ouest de l'île de la Cité. Elle constitue, avec le palais de Justice, la partie de l'île appartenant au 1er arrondissement de Paris. La pointe du triangle débouche au milieu du pont Neuf, sur la place du Pont-Neuf, via la courte rue Henri-Robert (considérée autrefois comme faisant partie de la place). L'est de la place est séparé du palais de Justice par la rue de Harlay. Sur chacun des deux autres côtés de la place, une rangée d'immeubles la sépare du quai de l'Horloge au nord et du quai des Orfèvres au sud.
La place Dauphine est située à proximité de la station Pont-Neuf, rive droite, desservie par la ligne 7.
D'après des calculs de l'IGN publiés en 2016, le centre géographique de Paris est situé sur la place, aux coordonnées 48° 51′ 24″ N, 2° 20′ 32″ E.
Conçue comme ensemble urbanistique homogène destiné, à l’origine, à mettre en valeur la statue du souverain située en son centre, comme le deviendra la place Royale (actuelle place des Vosges) en 1639, la place Dauphine n’a, en fait, jamais accueilli la statue équestre d'Henri IV. Quoique proche, celle-ci a en effet été placée dès l'origine dans un renfoncement du Pont-Neuf, espace indépendant appelé initialement place du Cheval de bronze, et aujourd'hui place du Pont-Neuf.

## Origine du nom
Dès sa création, la place est nommée en l'honneur du dauphin, le futur roi Louis XIII.
On remarquera l'orthographe « Place D'Auphine » sur le plan de Turgot initié en 1734 (donc postérieur au plan de Mérian).

## Historique

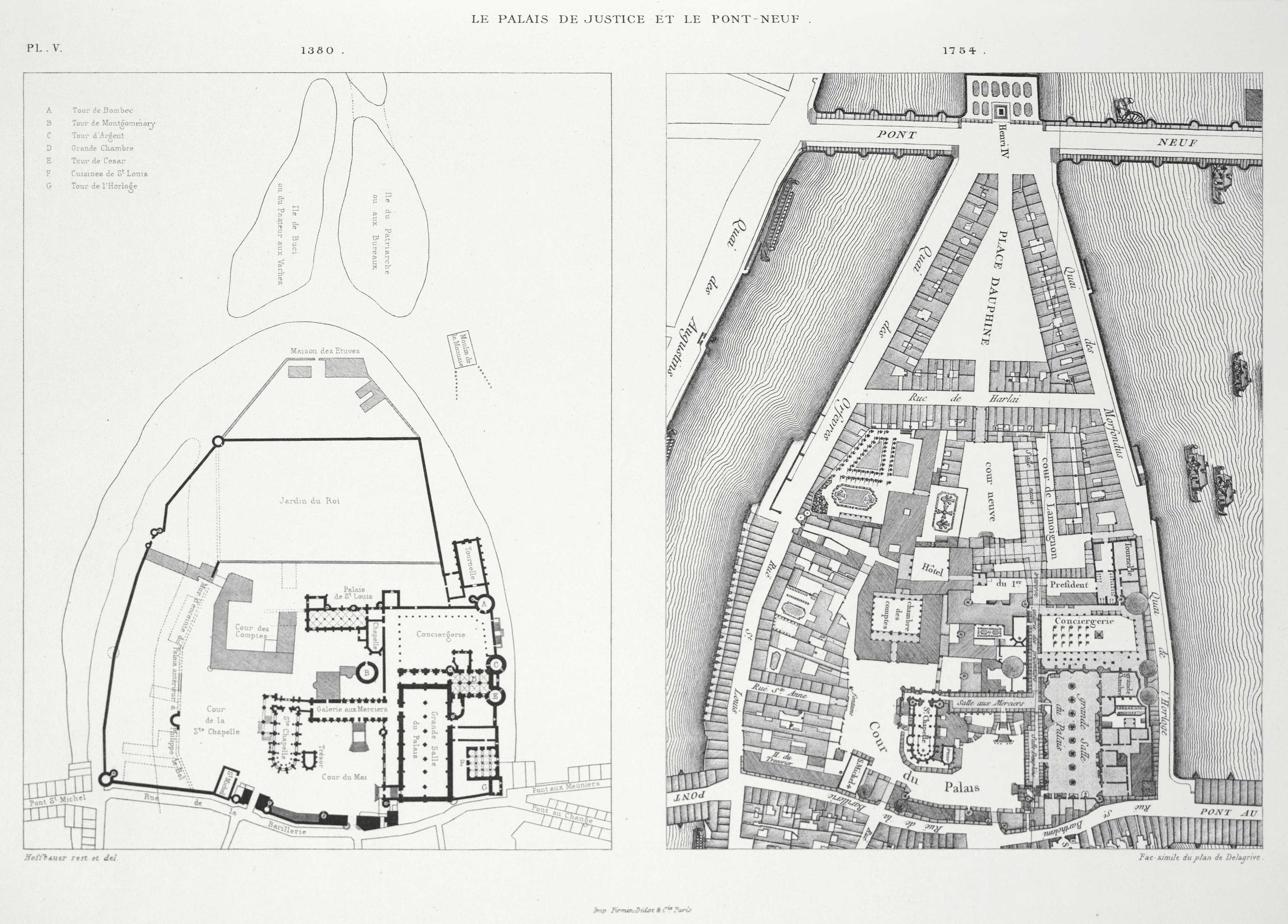
Les transformations de la pointe ouest de l'île de la Cité et du palais de la Cité entre 1380 et 1620, avec la construction du pont Neuf et de la place Dauphine.

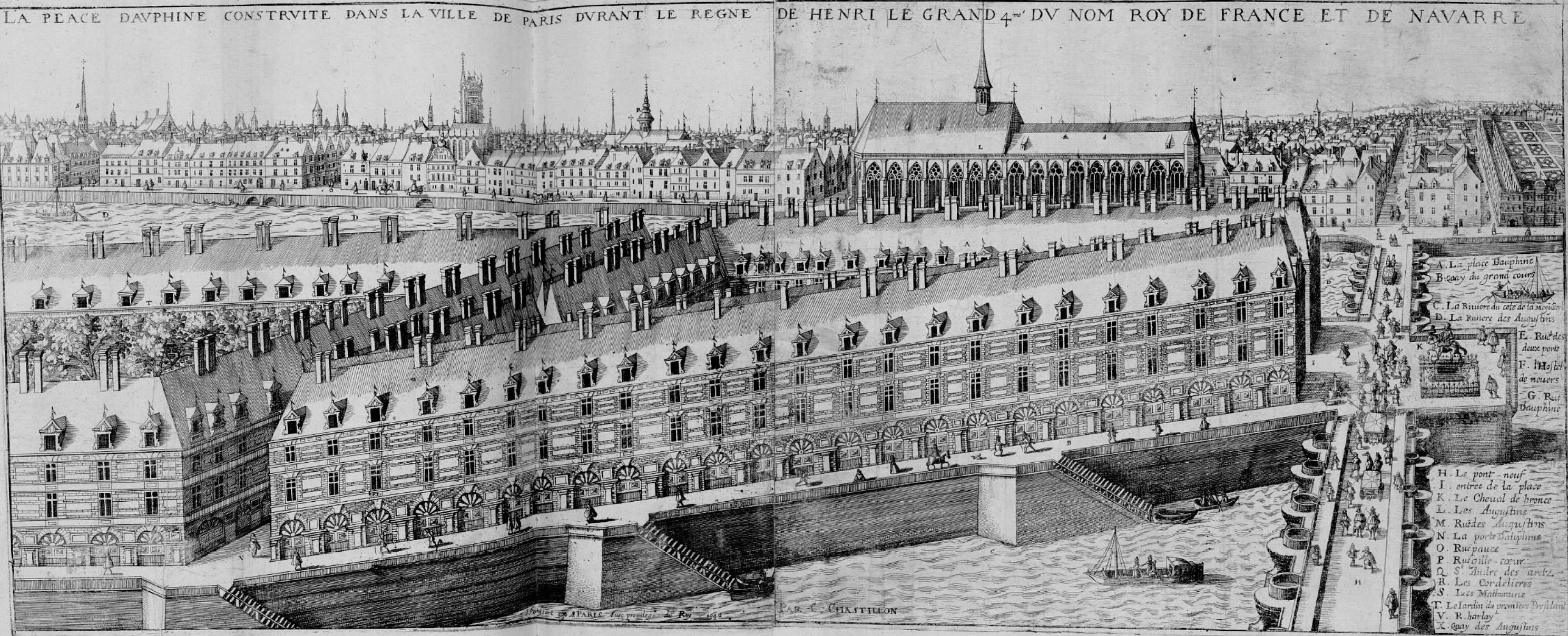
La place Dauphine sous le règne d'Henri IV, par Chastillon.

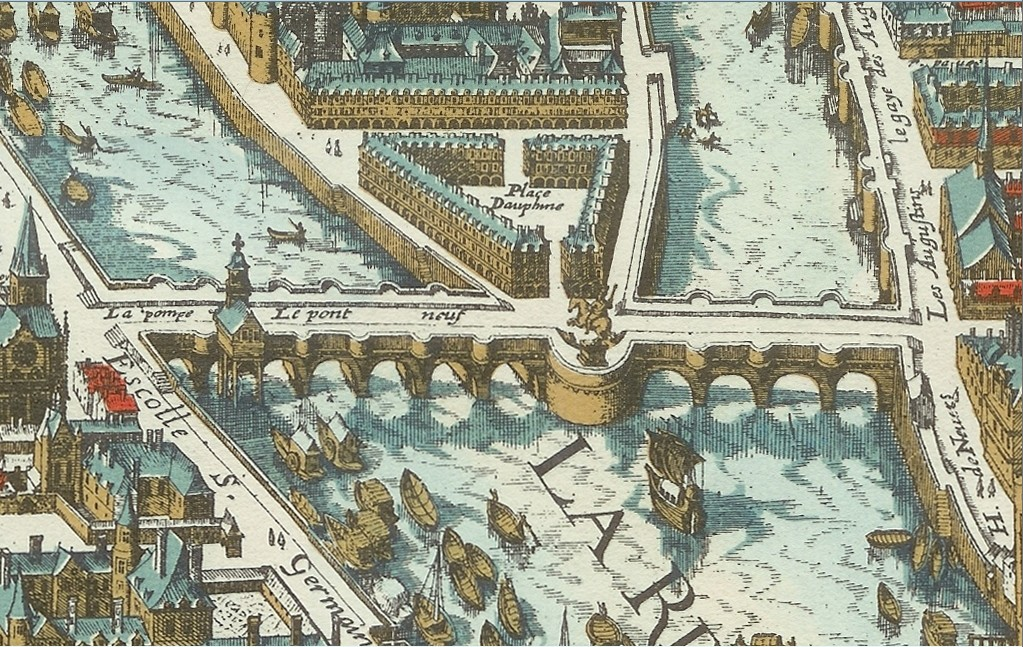
La place Dauphine et le pont Neuf en 1615, plan de Mérian.

Sur le terrain occupé par cette place, on voyait autrefois deux îles ; la plus grande s'appelait l'« île au Bureau ». Elle tirait sa dénomination de Hugues Bureau qui, le 6 février 1462, acheta cet emplacement moyennant 12 deniers de cens et 10 sols de rente annuelle. L'île voisine était moins large, mais plus longue, son nom d'« île à la Gourdaine » lui venait du moulin dit « de la Gourdaine ».
La construction du pont Neuf, de 1578 à 1607, entraîne le rattachement à l'île de la Cité de trois îlots alluvionnaires à fleur d'eau : l'îlot du Passeur-aux-Vaches (ou « île aux Bœufs »), l'île à la Gourdaine (appelée aussi « île du Patriarche ») et l'île aux Juifs. L'aménagement du quai des Orfèvres et du quai de l'Horloge commence en 1580. En l'an 1607, après le début des travaux de la place Royale (actuelle place des Vosges) et l’inauguration du pont Neuf, le roi Henri IV souhaite faire aménager la pointe ouest de l’île de la Cité entre le palais et le pont Neuf. Il décide de créer une place, à l'emplacement des anciens îlots et du verger du roi, devenu alors jardin du bailliage du palais et en détruisant la maison des Étuves du palais en 1606.
Par un bail à cens et à rentes du 10 mars 1607, le roi fit don à son fidèle et vieux serviteur Achille Ier de Harlay, premier président à mortier du Parlement de Paris, des terrains formant l'extrémité occidentale de l'île, en récompense de ses loyaux services pendant la Ligue. Il reçoit l'autorisation de créer une place triangulaire. À charge pour lui de construire les nouveaux bâtiments dans l'esprit de la place Royale et conformes au plan imposé par le roi et le Grand Voyer Sully : un « promenoir » entouré de maisons « d’un même ordre », comprenant deux étages, dont les trumeaux seraient décorés de tables de pierre se détachant sur la brique, et dont les arcades du rez-de-chaussée abriteraient les boutiques.

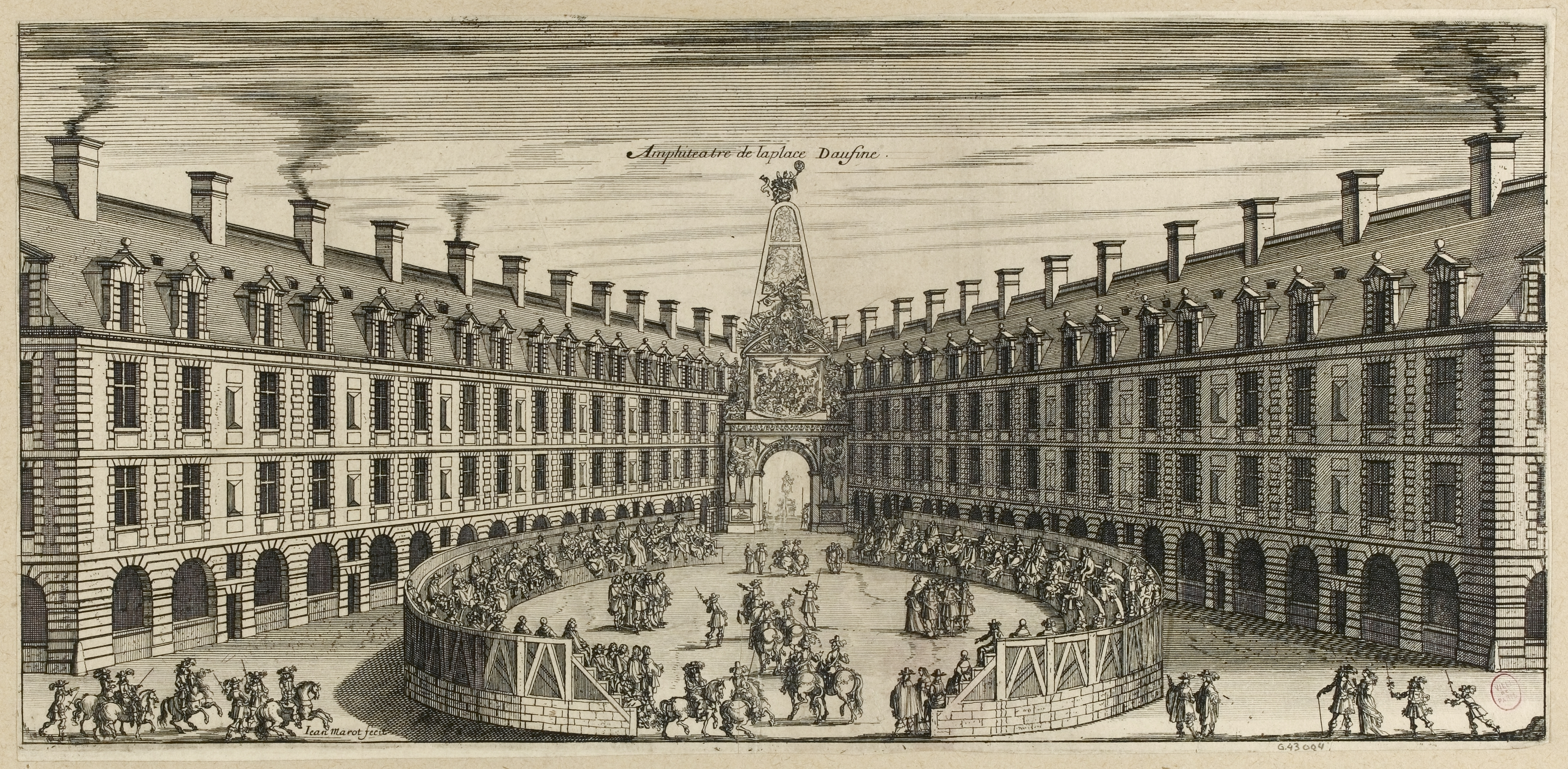
Place Dauphine, époque de Louis XIV.

De Harlay, après s'être acquitté d'une modique redevance, fit commencer les travaux (ainsi que celles des constructions attenantes) en mai 1607, sur une superficie de 3 120 toises, ainsi que le portent ses lettres-patentes. La place fut baptisée ainsi par le roi lui-même, en l'honneur du dauphin né en 1601, le futur Louis XIII. Comme convenu, Achille de Harlay fit ainsi bâtir originellement trente-deux maisons identiques en chaînage de pierre blanche, briques et combles en ardoise, de deux étages, avec un rez-de-chaussée à arcades pleines (comportant un rez-de-chaussée à galerie, deux étages carrés et un étage de comble), autour d'une place triangulaire fermée. Il distribua des lots privés, mais fixa des règles de construction communes, ce qui fut un bel exemple d'urbanisme concerté. À charge pour lui de les vendre selon les conditions suivantes : « Les acheteurs s'engagent à construire sur les lots bordant “une place de change ou de Bourse” — notre place Dauphine. »
Proche du Louvre, la place Dauphine devint en effet une place de change et de bourse, attirant orfèvres, lunetiers ou graveurs.
Elle est citée sous le nom de « place Dauphine » dans l’Estat, noms et nombre de toutes les rues de Paris de 1636.
En 1702, la place, qui fait partie du quartier de la Cité, possède quarante-six maisons et huit lanternes.
Au XVIIIe siècle, les artistes refusés par l’Académie présentent leurs œuvres en ce lieu.
La place est alors presque close, ne s'ouvrant que par deux passages à ses extrémités, dont seul celui situé à l'ouest subsiste, et qui débouche sur la statue équestre d'Henri IV. Les maisons étant des immeubles de rapport, en l'absence de servitudes royales, les propriétaires successifs modifièrent la place en ne respectant plus l'uniformité d'origine.

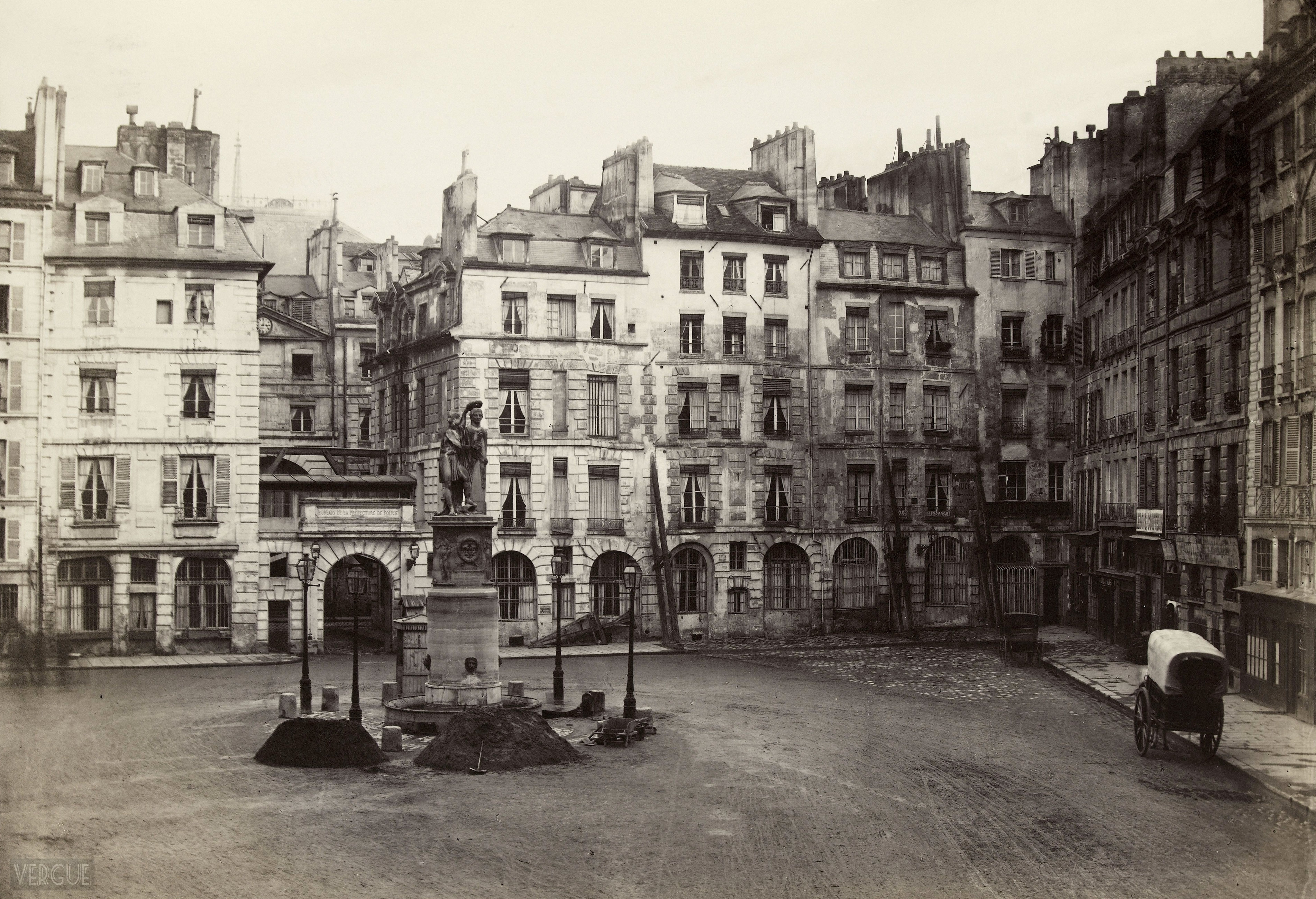
La place Dauphine, avec la fontaine Desaix photographiée par Charles Marville vers 1865, avant la destruction du côté pair de la rue de Harlay.

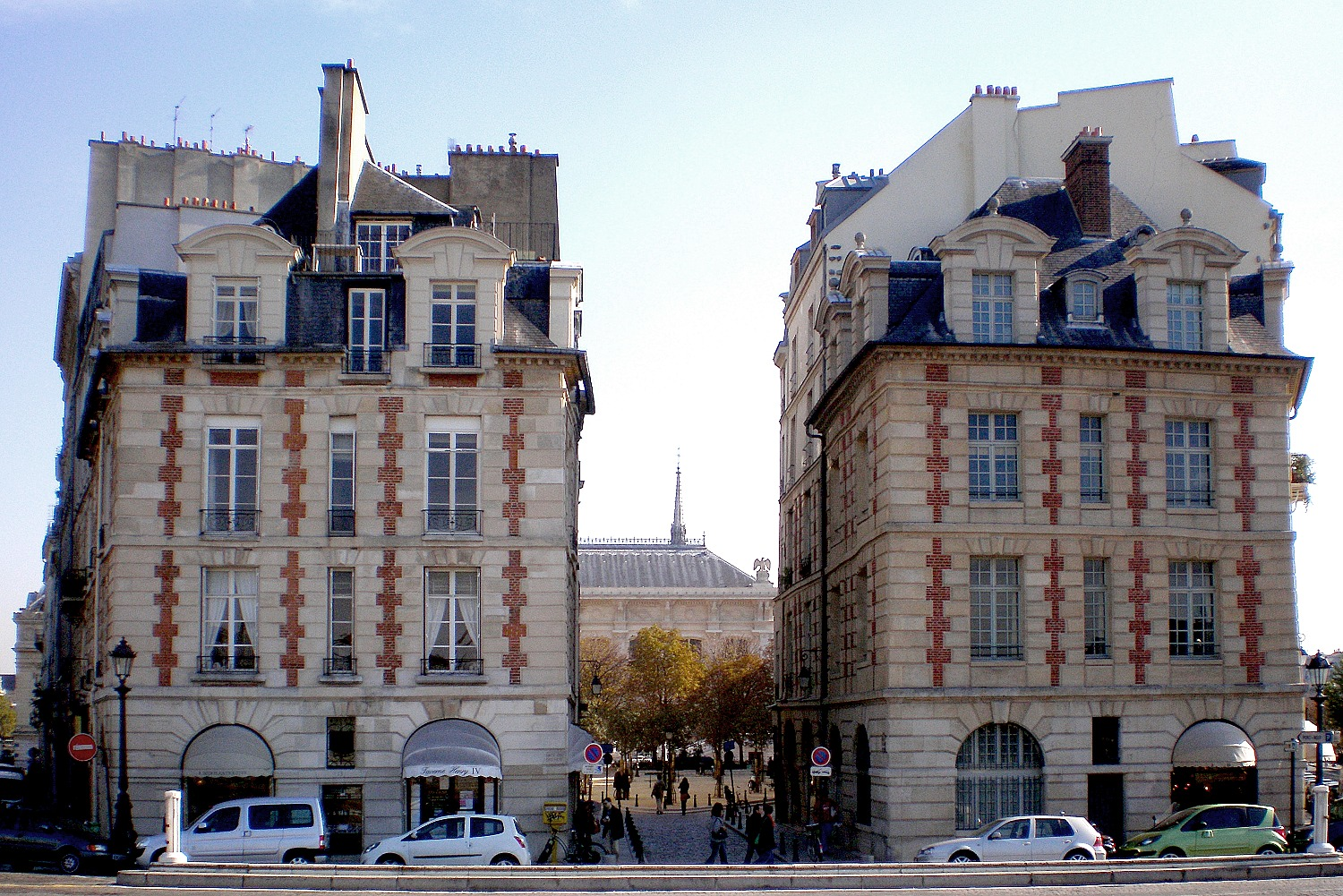
Place Dauphine : passage ouest, le seul qui subsiste, pris de la place du Pont-Neuf.

Des trente-deux maisons uniformes d'origine, il ne reste intacts que les deux pavillons d'angle sur le pont Neuf, qui relie les deux rives de Seine en traversant l'île de la Cité. Les autres bâtiments furent, soit modifiés, démolis, reconstruits, ou rehaussés, à partir du XVIIIe siècle. En face de ces deux pavillons originels, se trouve une statue de bronze du roi Henri IV (inaugurée le 25 août 1818, la première ayant été fondue pendant la Révolution) et le square du Vert-Galant.
Durant la Révolution française et le Premier Empire, elle est débaptisée, si bien qu'entre 1792 et 1814, elle porte le nom de « place de Thionville » en mémoire de l'héroïque résistance des habitants et de la garnison de Thionville aux armées prussiennes en 1792.
De 1803 à 1874, la fontaine Desaix, érigée en l'honneur du général Desaix, mort à la bataille de Marengo en 1800, se trouvait sur la place.
En 1874, à l'initiative de Viollet-le-Duc, soit deux cent soixante-sept ans après sa construction, on fit démolir le côté pair de la rue de Harlay (la base du triangle de la place) pour dégager la façade arrière du palais de Justice construite à partir de 1854. Des arbres sont aujourd'hui plantés à l'espace qu'il occupait jadis, pour le matérialiser. La place Dauphine fut ainsi amputée de l'un des côtés de son triangle, lui faisant perdre son caractère d'espace presque clos d'origine.
Dans L'Œuvre, Frantz Jourdain, architecte de La Samaritaine voisine, attaque ainsi les préoccupations patrimoniales qui font désormais consensus : « Devons-nous nous lamenter davantage sur la place Dauphine ? Les maisons en sont d'une banalité lamentable. Je ne parle pas, bien sûr, des deux pavillons d'entrée, face au Pont-Neuf, qui sont charmants. Mais les autres ! Les connaissez-vous ? Les avez-vous visitées ? Je les connais, moi, ces maisons. Pas d'escalier de service, pas de salle de bains, les water-closets sur le palier, des entresols de deux mètres de haut, des couloirs sans lumière, des cuisines sans air. […] Habiteriez-vous dans ces vieilles pierres ? Habiteriez-vous dans ces taudis ? Mais s'il vous plait d'avoir mon sentiment, je flanquerais tout ça par terre. »

## Description
À la pointe de l’île de la Cité, la place Dauphine est l'une des plus romantiques des places de Paris.[non neutre]
Aujourd'hui, même si cette place de l'île de la Cité n'a pas retrouvé son unité architecturale d'origine, le réaménagement sur un parc de stationnement souterrain de son terre-plein central a permis de corriger la déclivité du terrain, et son côté est a été d'une certaine façon refermé à l'aide de grands arbres, afin de reconstituer partiellement de façon harmonieuse son aspect clos. Le calme de cette place reste inchangé, les murs épais inclinés de façon triangulaire étant des remparts très efficaces contre les nuisances sonores proches. La place Dauphine accueille aujourd'hui de nombreuses galeries d'art et petits restaurants-cafés, ce qui lui assure une relative fréquentation, mais sans la foule. Cachée par des petits immeubles de charme, « intime » et « secret » sont les premiers mots qui viennent dans l’esprit de ses visiteurs. Pour y accéder, il faut aller sur la place du Pont-Neuf (au niveau du pont) et emprunter la petite rue Henri-Robert.

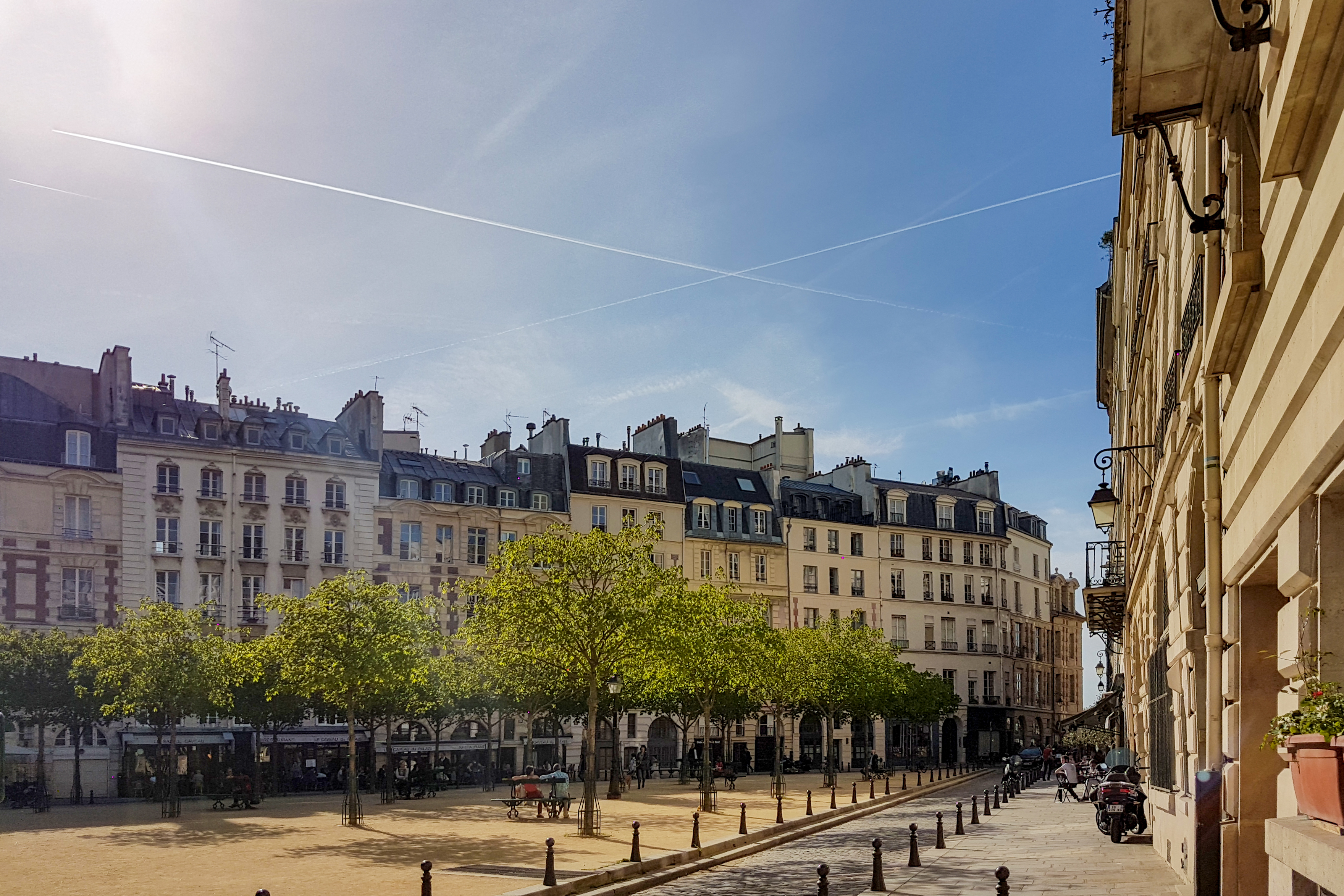
Vue sur le square.
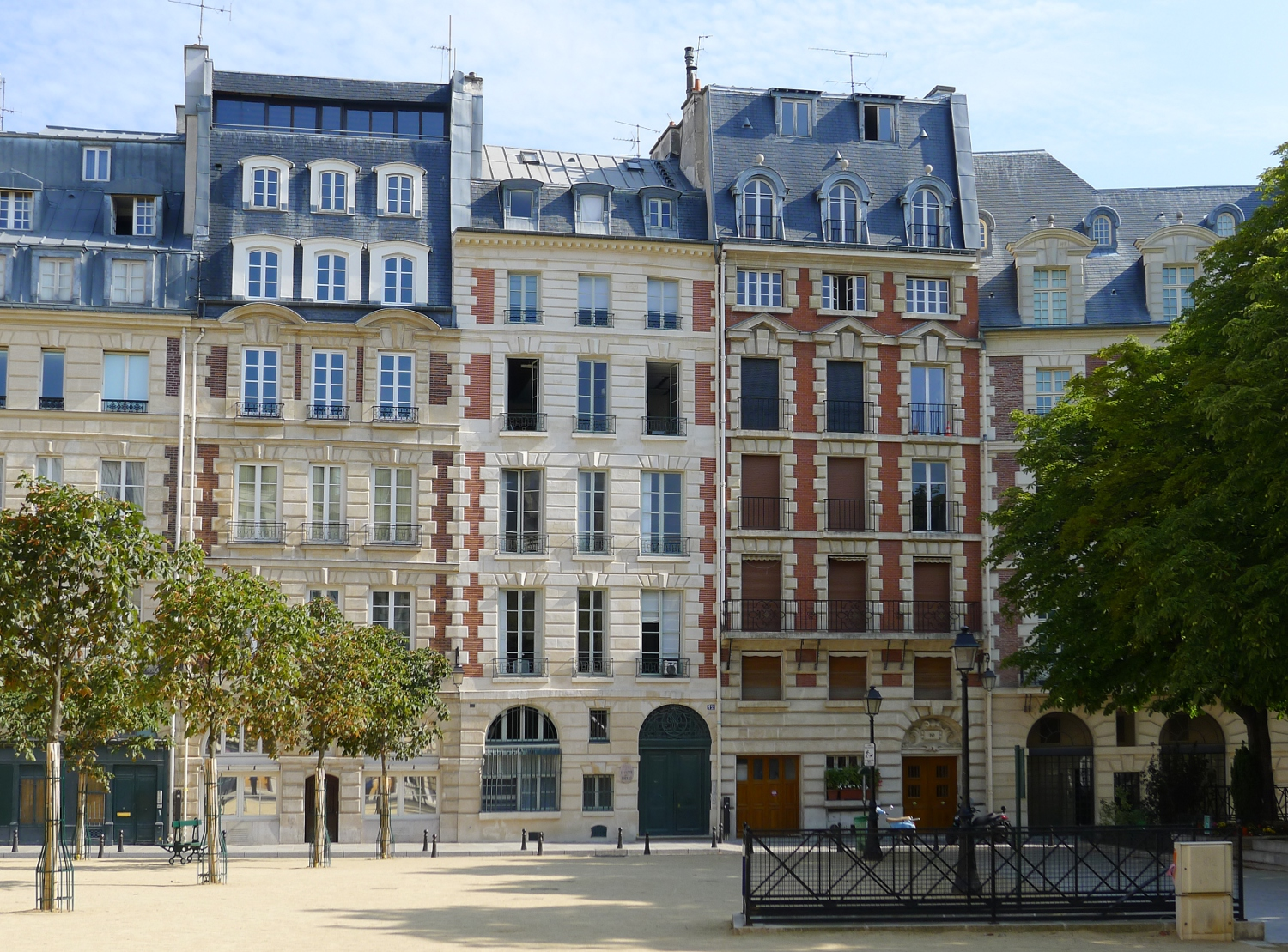
Maisons du côté pair.
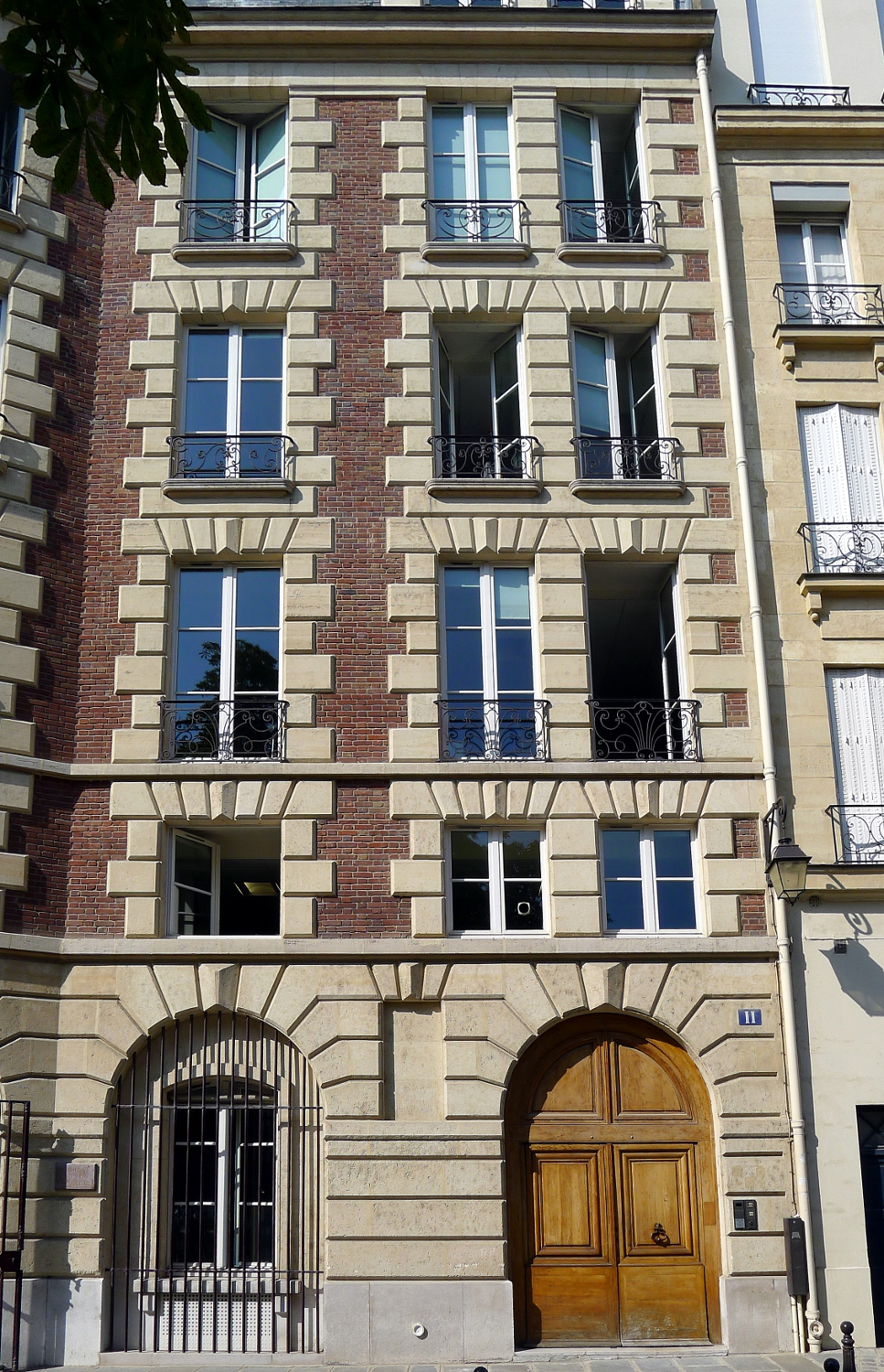
Immeuble au no 11.
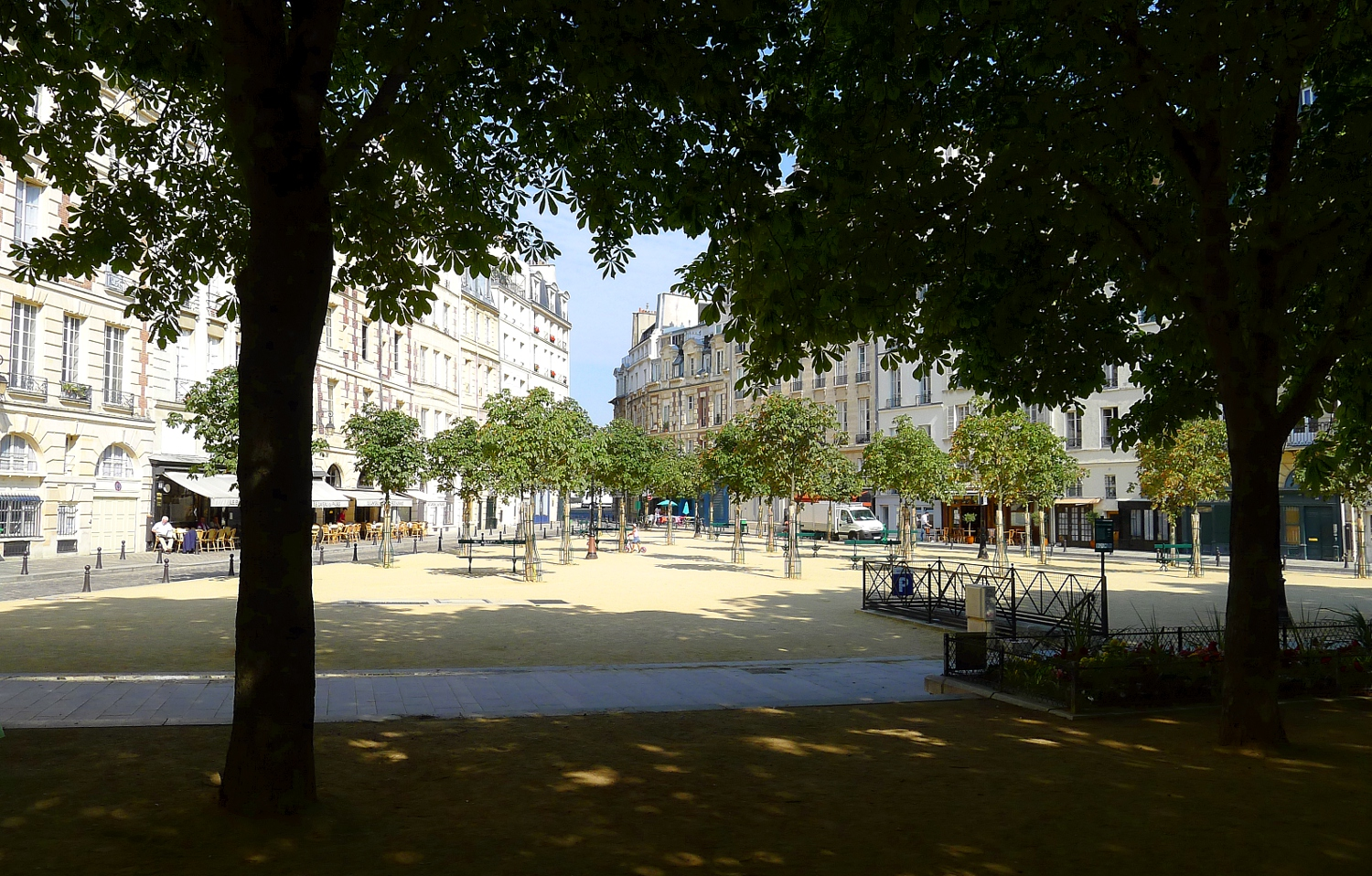
Square de la Place-Dauphine.
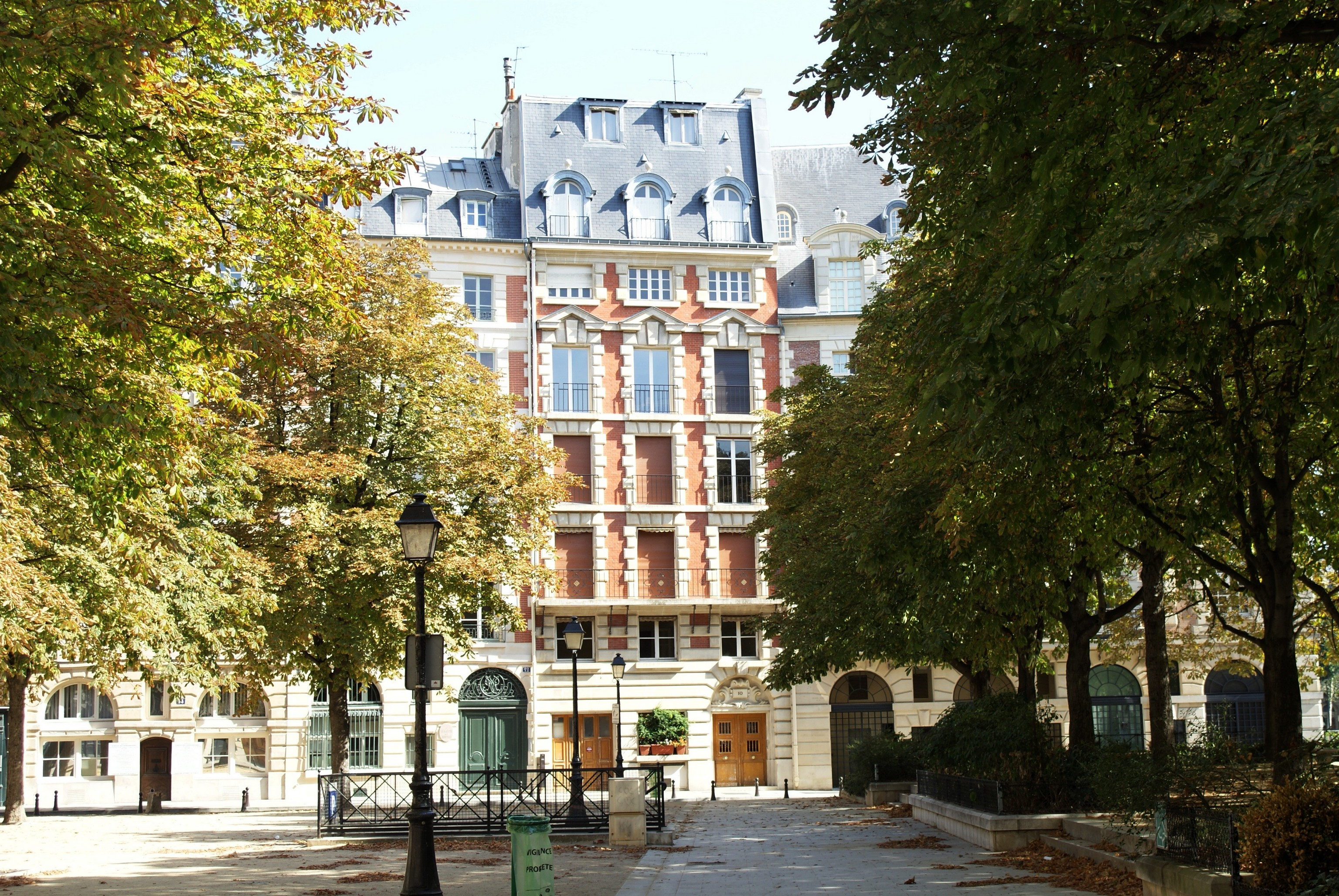
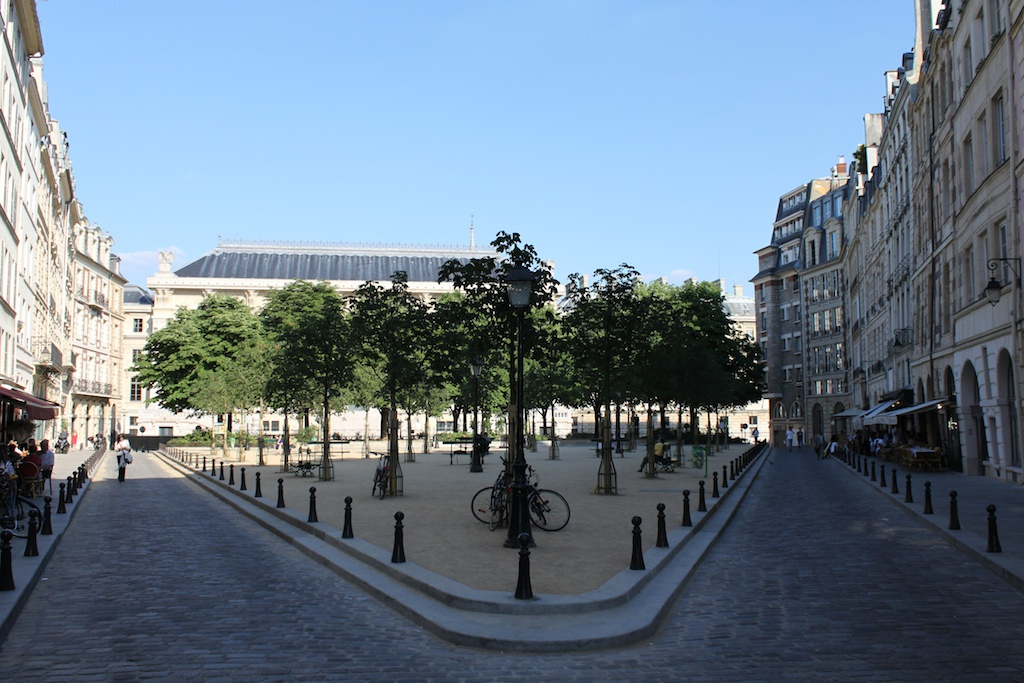
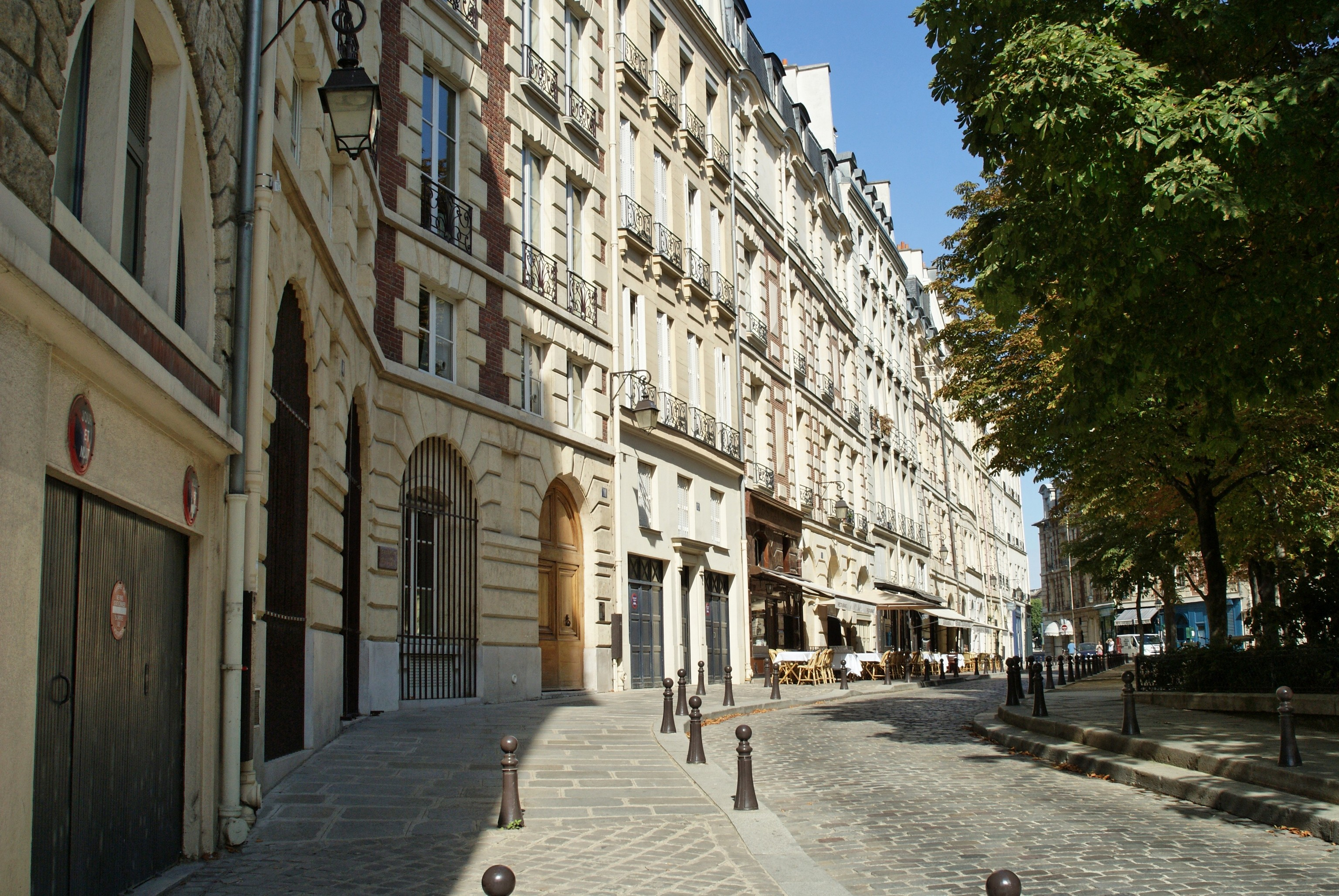
Côté impair de la place.
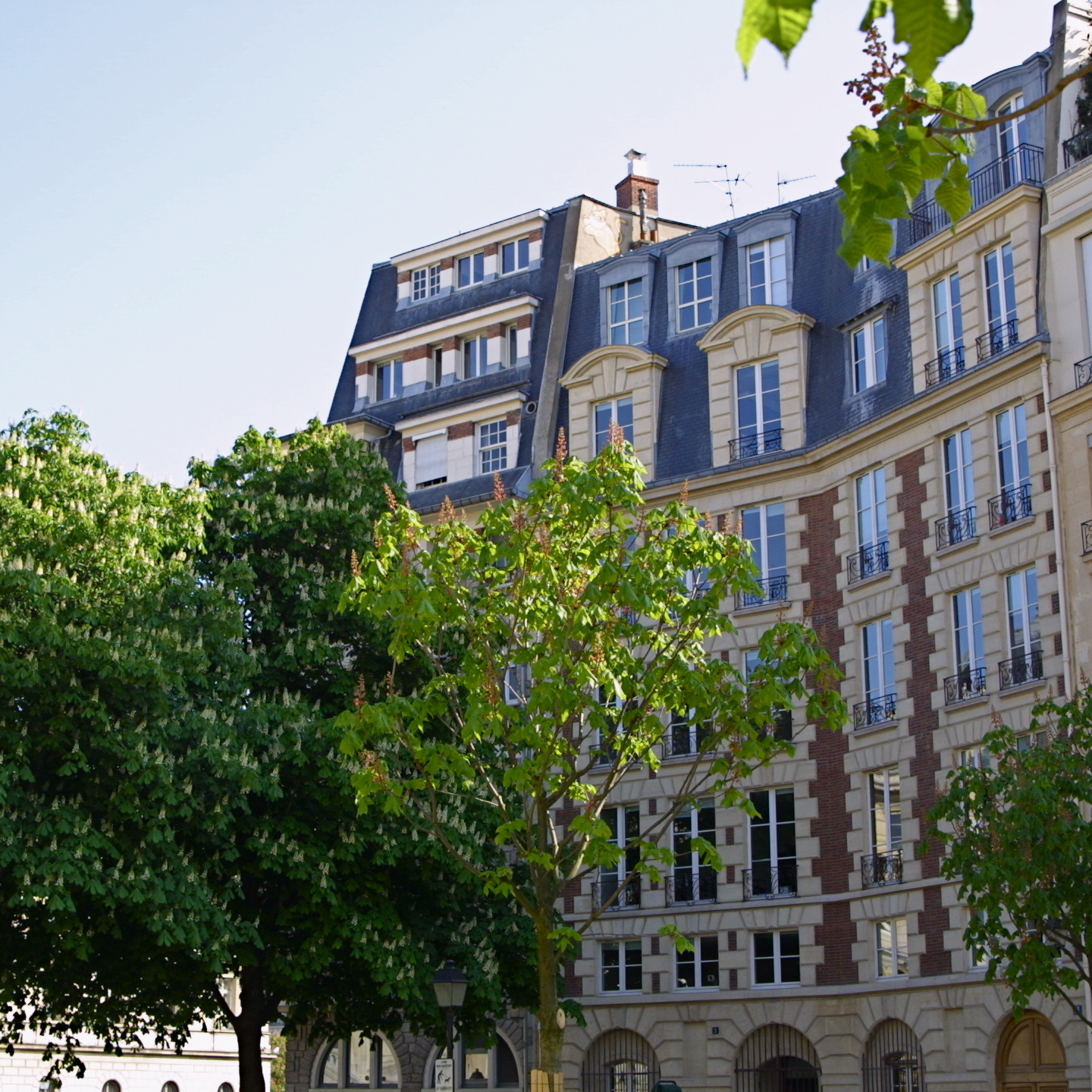

## Culture
Avant la Révolution, elle faisait l'objet, le jour de la Fête-Dieu, de l'exposition de peinture des peintres non inscrits à l'Académie sous le nom de Salon de la jeunesse.

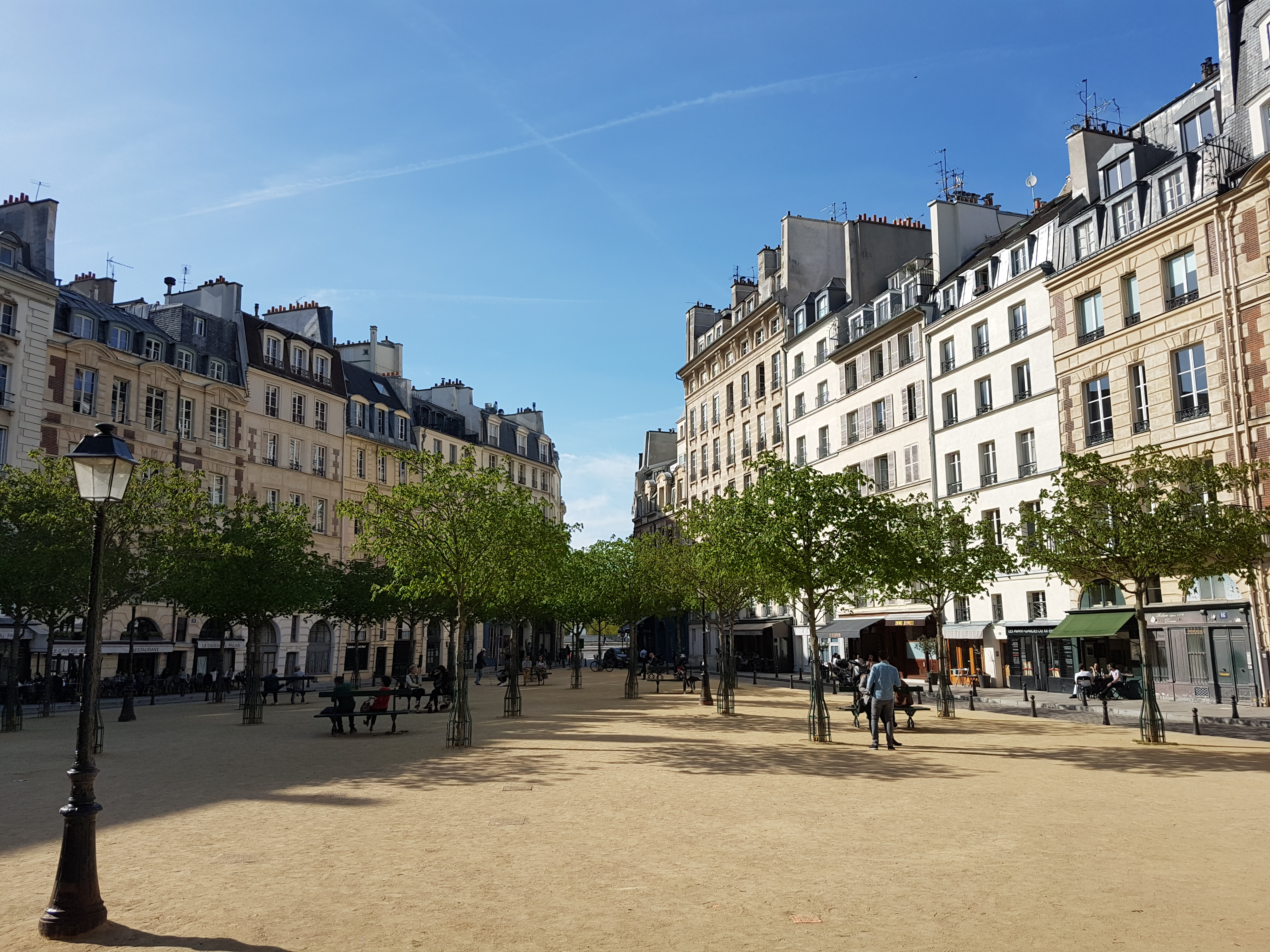
Le square de la Place-Dauphine de nos jours.

La place Dauphine est citée en littérature dans La Main enchantée de Gérard de Nerval, puis par Anatole France dans Les dieux ont soif. Il y en a aussi une petite référence dans le célèbre Kaputt de Curzio Malaparte.
André Breton, en raison essentiellement de sa forme triangulaire évoquant un pubis féminin, la considérait de manière surréaliste comme « le sexe de Paris ». La place Dauphine joue en effet un rôle magique et puissamment attractif dans le récit Nadja (1928). Ce n'est que plus tard, dans La Clé des champs, que Breton la comparera de manière explicite et détaillée à un sexe féminin : il y évoque sa « configuration triangulaire, d'ailleurs légèrement curviligne, et […] la fente qui la bissexte en deux espaces boisés ». Dans l'imaginaire de Breton, ce sont alors les deux bras de la Seine longeant la place qui dessinent les « jambes » de Paris.
La place Dauphine est aussi un lieu de tournage célèbre pour films et séries (par exemple L'amour dure trois ans en 2011).
Dans le domaine musical, Jacques Dutronc la cite dans la chanson de Jacques Lanzmann, Il est cinq heures, Paris s'éveille, extraite de l'album de 1968. Il semble d'ailleurs y faire écho à l'œuvre de Breton, par les paroles : « Je suis le dauphin de la place Dauphine » rappelant la polysémie du mot « dauphin/dauphine », sur laquelle joue également André Breton dans Nadja.
Yves Simon, auteur demeurant à cet endroit, la mentionne également dans sa chanson Nous nous sommes tant aimés (album Macadam).

## Bâtiments remarquables et lieux de mémoire

Plan de la place Dauphine.

- No 7 : immeuble du Vert-Galant, édifié par Henri Sauvage en 1932. À sa construction, l'immeuble de grand standing est doté d'un incinérateur d'ordures, de deux ascenseurs et offre trois chambres de bonne par appartement[7].
- No 15 : 
  - Simone Signoret et Yves Montand y habitèrent[9].
  - Yves Simon y demeura[9].
- No 23 : galerie des Orfèvres, galerie d'art devenue cabinet d'architecture (Marnez).
- No 24 : dans le magasin communiquant avec sa librairie « La Folie du Sage » au 37, quai de l'Horloge, Marcelle Lesage dirige sa maison d'édition à partir de 1926[10],[11],[12].
- No 26 : emplacement du bûcher où périt Jacques de Molay le 11 ou 18 mars 1314[13],[9].
- No 28 :

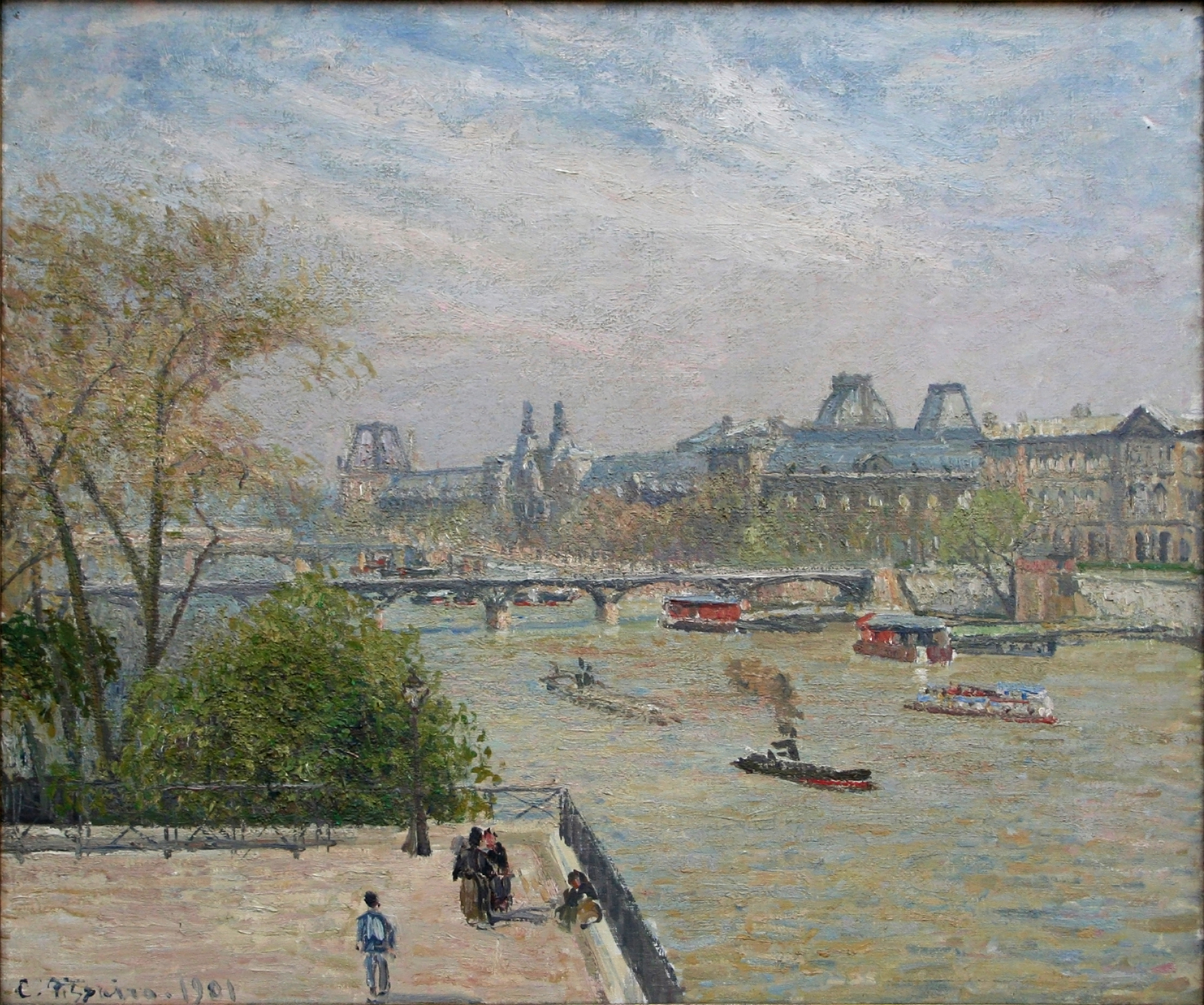
Le Louvre, printemps,
Camille Pissarro, 1901,
La Boverie, Liège.

- - C'est côté Pont-Neuf, vers la Samaritaine, au troisième étage, qu'était installée en 1790 l'« Imprimerie Henri IV », dirigée par Anne Félicité Colombe et d'où sortirent des numéros de L'Ami du peuple, entre autres.
  - Camille Pissarro s'y installe au deuxième étage, en novembre 1900, à la pointe ouest de l'île de la Cité. Depuis ses fenêtres d'angle, son regard balaye l'hôtel de la Monnaie et le dôme de l'Institut de France sur la rive gauche, le tranquille square du Vert-Galant immédiatement en aval, le pont des Arts et la vénérable façade du Louvre sur la rive droite, et enfin, plein nord, le pont Neuf[14].
  - André Antoine (1858-1943), comédien français, créateur du Théâtre-Libre, y demeura de 1912 à 1934. Une plaque en rappelle le souvenir.
  - Au même numéro, la papeterie Gaubert, fondée en 1830, est toujours en activité.

## Protection
Le sol de la place Dauphine est inscrit au titre des monuments historiques en 1950.
De nombreux immeubles qui bordent la place sont également inscrits ou classés. Du côté impair (au sud), cela concerne les numéros 13, 15, 17, 19-21, 23, 25, 27, 29 et 31, et du côté pair (au nord) les numéros 12, 14, 16, 24, 26 et 28.

## Projets d'aménagement auXVIIIesiècle
Au XVIIIe siècle, des architectes proposèrent de transformer la place Dauphine en vue d'y réaliser des projets à la gloire du roi régnant.
- En 1748, Germain Boffrand proposa d'ériger la place Louis-XV à l'emplacement de la place Dauphine, qu'il aurait rasée et sur laquelle il aurait aménagé une colonne Ludovise surmontée de la statue pédestre du roi. Derrière cette nouvelle colonne Trajane se serait étendue une place semi-circulaire, bordée d'une balustrade, rythmée de colonnes et de pilastres corinthiens, avec en son centre un arc de triomphe.
- En 1787, l'architecte Jacques-Pierre Gisors, proposa à Louis XVI un projet qui consistait à célébrer les vertus de Louis XVI sur le terre-plein du pont Neuf. À l'emplacement des deux maisons qui marquent l'entrée du pont Neuf, un arc de triomphe, décoré d'un grand nombre de colonnes corinthiennes, aurait servi d'arrière-plan à la statue équestre du roi régnant, placée face à celle de son ancêtre.

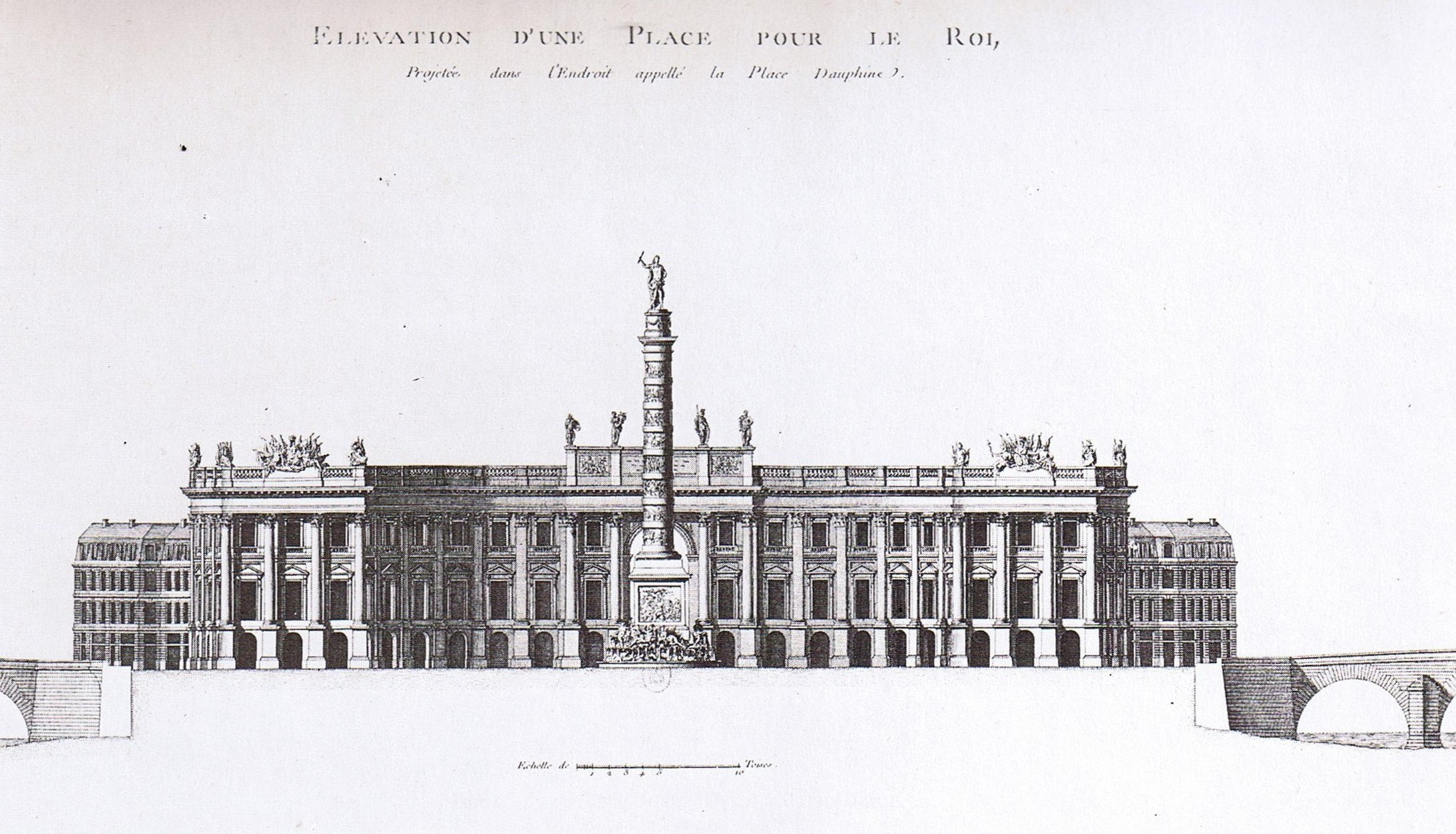
Germain Boffrand, place Louis XV à l'emplacement de la place Dauphine.
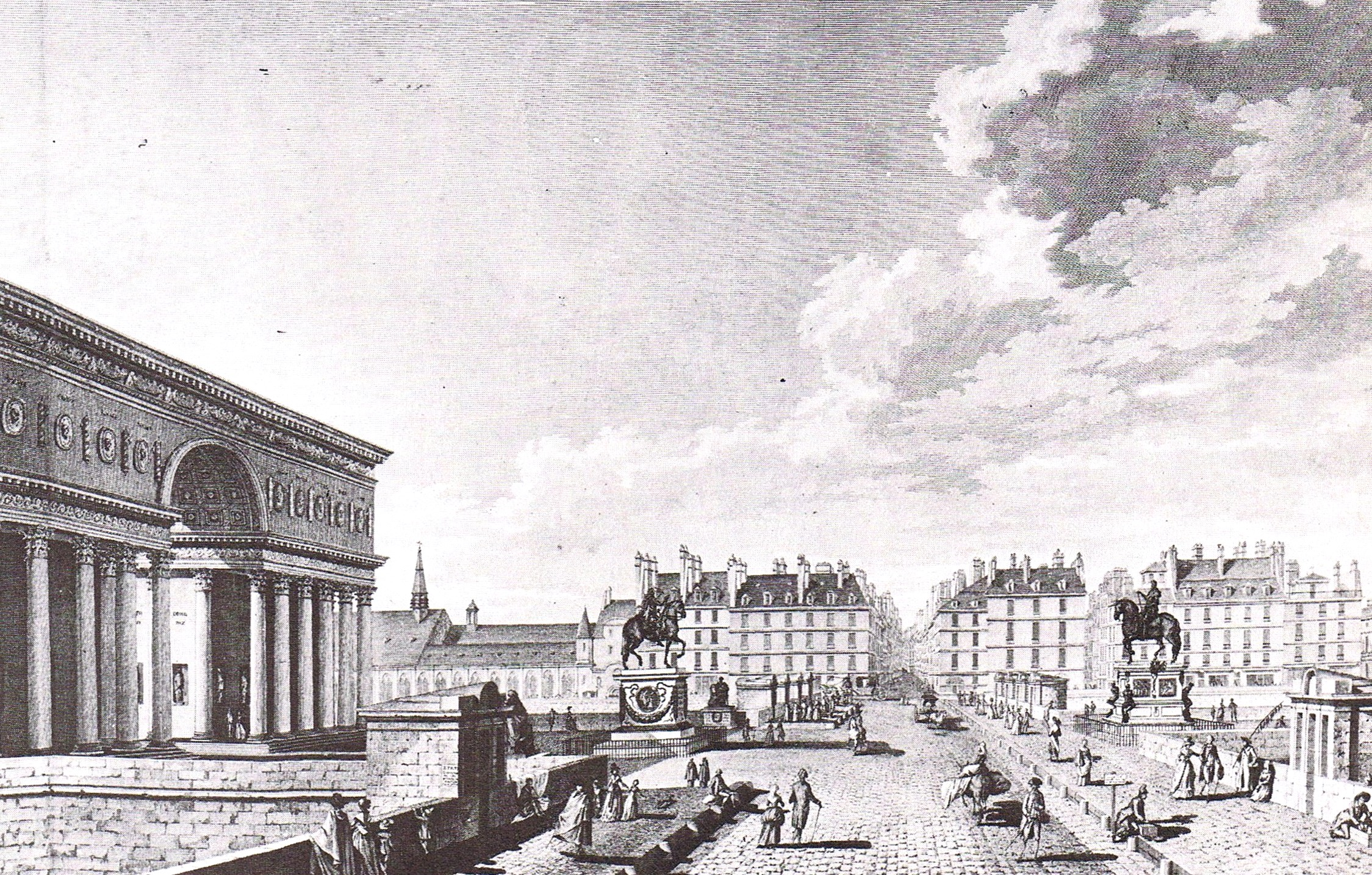
Jacques-Pierre Gisors, arc de triomphe et statue de Louis XVI à l'entrée occidentale de la place Dauphine.

## Pour approfondir